# La scimmia pensa, la scimmia fa
La scimmia pensa, la scimmia fa (Stranger Than Fiction: True Stories) è una raccolta di brevi saggi di Chuck Palahniuk pubblicata nel 2004; il titolo italiano è tratto dal saggio Monkey Think, Monkey Do contenuto nella terza parte del libro.
L'opera colleziona articoli già pubblicati su riviste e quotidiani il cui filo conduttore è la dicotomia che caratterizza la vita: solitudine opposta alla compagnia, realtà contro narrazione, commedia e tragedia, luce opposta al buio.

## Trama
(Chuch Palahniuk, Premi di consolazione)
Il libro è suddiviso in tre parti (Insieme, Ritratti e Personale), precedute da un'introduzione.

### Realtà e narrazione, una premessa
Nell'introduzione, il cui titolo originale è Fact and Fiction: An Introduction, Palahniuk sostiene che tutti, e in particolare gli scrittori, tendono ciclicamente a isolarsi dal resto della società all'interno dei propri spazi, per poi ritornare a prendere contatto con il mondo. L'atto solitario della scrittura è preceduto da una fase di socializzazione, alla ricerca di spunti narrativi e seguito da un nuovo periodo tra la gente, durante il quale lo scrittore promuove la sua opera.

### Insieme
La prima parte (People Together) è dedicata all'incontro di masse di persone in occasioni particolarmente bizzarre.

#### Il festival del Testicolo
Titolo originale Testy Festy, pubblicato per la prima volta sulla rivista Gear. L'autore descrive la bizzarra kermesse, il "Testicle Festival", che si svolge annualmente a Rock Creek Lodge, una cittadina del Montana.

#### La carne si produce qui
Titolo originale Where Meat Comes From, pubblicato per la prima volta sulla rivista Gear, è un reportage sulle gare di Wrestling non professionistiche negli USA e il cameratismo che si viene a creare tra i lottatori.

#### Voi siete qui
Titolo originale You Are Here, pubblicato per la prima volta sulla rivista BlackBook, descrive gli incontri di scrittori con rappresentanti di case cinematografiche, durante i quali ciascun autore, dopo aver pagato una quota, ha sette minuti di tempo per convincere l'interlocutore della bontà di un suo scritto come soggetto cinematografico.

#### Demolizione
Titolo originale Demolition, pubblicato per la prima volta sulla rivista Playboy, descrive un demolition derby di mietitrebbie, evento che si svolge annualmente nella cittadina di Lind (Washington).

#### La mia vita da cane
Titolo originale My Life as a Dog; Palahniuk racconta una giornata trascorsa con un'amica a passeggiare per le strade travestiti da animali e le diverse reazioni suscitate tra i passanti.

#### Professioni di fede in pietra
Titolo originale Confessions in Stone, è il resoconto di alcune interviste con costruttori di castelli negli Stati Uniti.

#### Frontiere
Titolo originale Frontiers, pubblicato per la prima volta sulla rivista BlackBook, racconta l'esperienza dell'autore con l'abuso di steroidi.

#### Una lattina di carne umana
Titolo originale The People Can, pubblicato per la prima volta sulla rivista NEST, racconta le impressioni dell'autore durante un periodo trascorso a bordo del sottomarino USS Louisiana (SSBN-743) e descrive la vita dell'equipaggio durante le lunghe navigazioni.

#### La signora
Titolo originale The Lady, pubblicato per la prima volta sul quotidiano The Independent, in cui l'autore descrive esperienze con presunte case infestate dagli spiriti.

### Ritratti
La seconda parte del volume (Portraits) riporta alcune interviste raccolte da Palahniuk.

#### Con parole sue
Titolo originale In Her Own Words, è un'intervista con l'attrice Juliette Lewis, pubblicata per la prima volta sulla rivista BlackBook.

#### Perché non si muove?
Titolo originale Why Isn't He Budging?, pubblicato per la prima volta sulla rivista Boswell, raccoglie un monologo del giornalista e scrittore inglese Andrew Sullivan, attivista per i diritti degli omosessuali.

#### Non cerco Amy
Titolo originale Not Chasing Amy, pubblicato per la prima volta sul settimanale LA Weekly, è un saggio dell'autore sulle opere della scrittrice Amy Hempel.

#### Leggersi le carte
Titolo originale Reading Yourself, pubblicato per la prima volta sulla rivista Gear, è un'intervista al cantante Marilyn Manson.

#### I bodhisattva
Titolo originale Bodhisattvas, raccoglie un'intervista con Michelle Keating, una donna impegnata con i suoi cani nella ricerca di cadaveri in occasione di disastri naturali e di persone scomparse.

#### Errore umano
Titolo originale Human Error, è un'intervista con l'inventore Brian Walker, il cui sogno è quello di autocostruirsi un razzo spaziale.

#### Egregio signor Levin,
Titolo originale Dear Mr. Levin, una lettera aperta indirizzata allo scrittore Ira Levin.

### Personale
(Chuch Palahniuk, Quasi California)
Quest'ultima parte della raccolta (Personal), tocca argomenti personali e meno noti dello scrittore.

#### Accompagnatore
Titolo originale Escort; l'autore racconta la sua esperienza come volontario in un ospizio per malati terminali.

#### Quasi California
Titolo originale Almost California, pubblicato per la prima volta sul settimanale The Stranger; Palahniuk descrive la sua grottesca esperienza con un'infezione al cuoio capelluto alla vigilia di un incontro con i responsabili della produzione del film Fight Club, tratto dal suo omonimo romanzo.

#### Lip Enhancer
Titolo originale The Lip Enhancer, pubblicato per la prima volta sulla rivista BlackBook; descrive l'esperienza dello scrittore con un apparecchio per ingrandire le labbra.

#### La scimmia pensa, la scimmia fa
Titolo originale Monkey Think, Monkey Do, pubblicato per la prima volta sulla rivista Gear. Questo scritto raccoglie alcune considerazioni dell'autore sui motivi che spingono le persone a compiere azioni stupide e pericolose.

#### Camminare sul filo
Titolo originale Brinksmanship, pubblicato per la prima volta sulla rivista Speakeasy, è una riflessione dell'autore sulla morte.

#### Adesso ricordo...
Titolo originale Now I Remember...; Palahniuk riflette sui ricordi e su come ritornino alla memoria anni dopo grazie a piccoli e apparentemente insignificanti indizi.

#### Premi di consolazione
Titolo originale Consolation Prizes, pubblicato per la prima volta sul quotidiano Los Angeles Times, in cui lo scrittore ricorda la tragica morte del padre e in cui racconta di come vicende vissute da lui e da alcuni suoi amici abbiano ispirato alcune parti del romanzo Fight Club.

## Edizioni
- (EN) Chuck Palahniuk, Stranger Than Fiction: True Stories, 1ª ed., Doubleday, 2004,  pp. 233, ISBN 0-385-50448-9.
- Chuck Palahniuk, La scimmia pensa, la scimmia fa, traduzione di Giuseppe Iacobaci, collana Strade Blu, Arnoldo Mondadori, 2006,  p. 267, ISBN 88-04-55922-5.